# Jean-Joseph Rigordy
Jean-Joseph Rigordy, né le 2 mai 1754 à Marseille (France) et décédé dans la même ville le 27 mai 1827, est un juriste et bibliophile français.

## Biographie
D'une vieille famille de la bourgeoisie de Régusse ayant donné de nombreuses vocations religieuses (dont le jésuite François Rigordi) (missionnaire en Arménie), Jean-Joseph Madeleine Rigordy est le fils de Joseph Rigordy, corsaire, capitaine de vaisseau marchand et négociant, et de Jeanne-Marie Demolin. Neveu de Jean-François Rigordy, professeur de médecine-chirurgicale au Collège de chirurgie de Marseille, il est le cousin de l'amiral Jean Gaspard de Vence, le cousin germain d'Ange-Joseph Antoine Roux et l'oncle Augustin Fabre.
Perdant sa mère à l'âge de treize ans et son père quand il en a vingt-trois, aîné des garçons d'une famille de douze enfants (dont une religieuse), il se retrouve rapidement à devoir assurer la responsabilité de chef de famille.
Il suit son droit à la faculté de droit d'Aix-en-Provence, où il est le condisciple et l'émule d'Emmanuel de Pastoret, obtenant leur licence en droit le même jour. Inscrit comme avocat au parlement de Provence à l'âge de vingt ans, Rigordy se fait très tôt une grande réputation, devenant dès l'année suivante, en 1775, à seulement vingt-et-un ans, syndic de l'ordre des avocats de Marseille et l'un des directeurs du Bureau charitable pour les pauvres, prisonniers et opprimés de la ville de Marseille.
Réputé en tant que jurisconsulte pour ses connaissances en droit civil et administratif, il devient également le conseil des échevins et député du commerce de Marseille.
En 1778, il épouse Mlle Isnard, fille de Jean-Joseph-Elzéard Isnard, courtier royal, conseiller du roi et consul de France à Alexandrie, et de Magdeleine Boriès, et nièce de Joseph Isnard, directeur de la Compagnie royale d'Afrique anobli en 1777 et chevalier de l'ordre de Saint-Michel en 1780.
L'année suivante, en 1779, il est appelé à siéger au sein du conseil de ville, au titre de son ordre.
Après quelques années, il décide de quitter sa ville natale pour aller exercer dans les Antilles. Les motivations de ce choix ne sont pas connues, mais s'expliquent peut-être par ses liens familiaux propres ou avec la famille du juriste Balthazard-Marie Émérigon, dont l'un des frères avait été son curateur (deux des frères du célèbres juristes exerçaient respectivement les professions d'avocat-procureur et de notaire à la Martinique). 
Il part ainsi en 1785 pour Saint-Domingue, puis à la Guadeloupe, avant de s'établir à la Martinique. Il y gagne rapidement une belle situation dans une île où les activités commerciales vont de concert avec l'exercice du droit. Admis comme avocat au Conseil supérieur de Martinique, il est élu secrétaire, à la pluralité des suffrages, de l'Assemblée coloniale de la Martinique, lors de la création de celle-ci en 1787.
Passant dans la magistrature, il devient substitut du procureur du roi près la sénéchaussée de Fort Royal, puis du commissaire du gouvernement près le tribunal de première instance de la Martinique (6 ventôse an XI).
Il donne sa démission en 1805. Rentrant en France, tout en conservant à la Martinique des intérêts divers et un correspondant attitré, il est chargé des hommages et des présents des créoles pour la nouvelle impératrice, Joséphine de Beauharnais, native de l'île.
Revenu à Marseille en été (1805), il se réinscrit au barreau marseillais et est nommé l'année suivante substitut auprès du procureur général près la Cour de justice criminelle de Versailles et magistrat de sûreté pour le troisième arrondissement de Seine-et-Oise. Mais il rentre au bout de quelques mois dans sa ville natale, où il est nommé juge, et passe vice-président du Tribunal civil de première instance de cette ville en juin 1808.
À partir de 1811, il préside le Tribunal ordinaire des douanes de Marseille, et est choisi l'année suivante pour également prendre la présidence du tribunal de première instance, où il succède à Ricard d'Allauch.
Proposé comme candidat au conseil municipal en 1812 et pour la présidence du collège électoral de l'arrondissement de Marseille en 1813, il n'est finalement nommé que président de canton.
Royaliste, se reconnaissant parmi les ultras, il appuie la Restauration, est décoré de la Légion d'honneur en 1814 et retrouve sa place à la municipalité en février 1815. Destitué de la magistrature sous les Cent-Jours, le président Rigordy est réintégré à la Seconde Restauration. Il est député par ses collègues du conseil municipal de Marseille pour féliciter le roi Louis XVIII de son retour de Gand.
Réputé pour son érudition, propriétaire d'une importante bibliothèque composée d'une considérable documentation juridique et de la majorité des principaux auteurs des XVIIe et XVIIIe siècles, il est élu membre de l'Académie de Marseille (classe de littérature et d'histoire) le 26 juillet 1810. Il en devient le directeur en 1818 .
Profondément catholique, il est membre du conseil d'administration de l'association des Hommes de la Providence sous la Restauration. Par serment solennel, il se voue au culte marial et réalise plusieurs importants legs aux œuvres et paroisses marseillaises.
Il était également administrateur de la Caisse d'épargne de Marseille.
Jean-Joseph Rigordy meurt en fonctions, le 27 mai 1827.
Son portrait existe dans les collections de la Bibliothèque nationale de France et dans celles de l'Académie de Marseille.

## Publications
- Discours - 1820

### Sources
- Grands notables du Premier Empire: notices de biographie sociale, Centre national de la recherche scientifique, 1980
- Laurence Americi, Élite nobiliaire et action sociale à Marseille : les œuvres, creuset de la société des notables, 2008
- Jean-Baptiste Lautard, Histoire de l'Académie de Marseille, depuis sa fondation en 1726 jusqu'en 1826, 1826-1843
- F. Dollieule, dom Th. Bérengier, H. Alezais, Marseille à la fin de l'ancien régime, Laffitte, 1896
- « Rigordy », in Mémoires de l'Académie des sciences, belles-lettres et arts de Marseille , 1912
- Augustin Fabre, Histoire de Marseille, Olive, 1829
- Liliane Chauleau, Conseil souverain de la Martinique, 1791-1820, Archives départementales de la Martinique, 1999
- Paul Masson, Les Bouches-du-Rhône: encyclopédie départementale, Archives départementales des Bouches-du-Rhône, 1929
- Octave Teissier, Jean Baptist Samat, Marseille à travers les siècles, Baschet, [1900]
- Revue de Marseille et de Provence, Volume 9, 1863